# Trigger (Fernsehserie)
Trigger (koreanischer Originaltitel: 트리거; RR: Teu-ri-geo) ist eine südkoreanische Miniserie, die von der Produktionsfirma Bidangil Pictures im Auftrag von Netflix umgesetzt wurde. Die Miniserie wurde am 25. Juli 2025 weltweit auf Netflix veröffentlicht.

## Handlung
Südkorea verzeichnet eine der niedrigsten Verbrechens- und Tötungsraten weltweit. Doch diese Situation ändert sich, als das Land mit einer Flut illegaler Waffen konfrontiert wird, die in die Bevölkerung gelangen. Lee Do, ein rechtschaffener Polizist und ehemaliger Scharfschütze beim Militär, untersucht eine Reihe von Fällen, die im Zusammenhang mit dem rasanten Anstieg von Straftaten durch illegale Schusswaffen stehen. Er begibt sich auf die Suche nach der Quelle, um den Zustrom an Waffen zu stoppen und das entstandene Chaos sowie die Gewalt einzudämmen. Während seiner Ermittlungen kreuzt sich sein Weg mit dem des gerissenen und undurchsichtigen Waffenhändlers Moon Baek, der eine Schlüsselrolle im Fall spielt. Zwischen den beiden kommt es zu einem Showdown, bei dem beide Männer aus ganz unterschiedlichen Gründen zur Waffe greifen.

## Besetzung und Synchronisation
Die deutschsprachige Synchronisation entstand nach den Dialogbüchern von Ralph Brauchle und Jan Fabian Krüger sowie unter der Dialogregie von Ralph Brauchle durch die Synchronfirma VSI Synchron in Berlin.

### Hauptdarsteller
| Rolle     | Schauspieler    | Synchronsprecher   |
| --------- | --------------- | ------------------ |
| Lee Do    | Kim Nam-gil     | Jan Makino         |
| Moon Baek | Kim Young-kwang | Karim El Kammouchi |

### Nebendarsteller
| Rolle             | Schauspieler  | Synchronsprecher   |
| ----------------- | ------------- | ------------------ |
| Gong Seok-ho      | Yang Seung-ri | Peter Lontzek      |
| Gu Jeong-man      | Park Hoon     | Georgios Tzitzikos |
| Hong Seo-jeong    | Choi Jung-in  | Heike Beeck        |
| Hwang Seok-min    | Shin Mun-sung | Bernd Egger        |
| Jake              | Foster Burden | Armin Schlagwein   |
| Jang Jeong-u      | Jang Dong-joo | Lucas Wecker       |
| Jeon Won-seong    | Lee Suk       | Sascha Krüger      |
| Jo Hyeon-sik      | Kim Won-hae   | Bernd Vollbrecht   |
| Jo Se-yeong       | Kong Hyun-ji  | Victoria Frenz     |
| Jo U-tae          | Kim Dae-gon   | Imme Aldag         |
| Kang Seong-jun    | Hong Min-gi   | Nicolas Rathod     |
| Oberkommissar Joo | Jo Han-chul   | Tim Moeseritz      |
| Kim Yun-su        | Park Gun-ju   | Till Flechtner     |
| Oh Kyeong-suk     | Gil Hae-yeon  | Silvia Mißbach     |
| Park Gyu-jin      | Park Yoon-ho  | Paul-Lino Krenz    |
| Seo Hyeong-ju     | Cha Rae-hyung | Lasse Dreyer       |
| Seo Yeong-dong    | Son Bo-seung  | Flemming Stein     |
| Wang Dae-hyeon    | Kim Joong-hee | Tilmar Kuhn        |
| Yu Jeong-tae      | Woo Ji-hyun   | Timo Weisschnur    |
| Yun Won-cheol     | Jung Woong-in | Johannes Berenz    |
| NIS-Teamleiter    | Min Sung-wook | Florian Clyde      |
| NIS-Agent         | Ko Sang-ho    | Sven Fechner       |

### Gastdarsteller
| Rolle                         | Schauspieler   | Synchronsprecher     |
| ----------------------------- | -------------- | -------------------- |
| Chauffeur Ji-woong            | Park Joo-yong  | Lucas Lentes         |
| Kim Deok-hyeon                | Ahn Se-ho      | Dirk Talaga          |
| Polizeipräsident Kwon Deok-su | Park Jung-hak  | Hanns Jörg Krumpholz |
| Yong-gu                       | Park Kwang-jae | Jan-Marten Block     |

## Episodenliste
| Nr.                                                                             | Deutscher Titel | Originaltitel |
| ------------------------------------------------------------------------------- | --------------- | ------------- |
| 1                                                                               | Folge 1         | 1화           |
| 2                                                                               | Folge 2         | 2화           |
| 3                                                                               | Folge 3         | 3화           |
| 4                                                                               | Folge 4         | 4화           |
| 5                                                                               | Folge 5         | 5화           |
| 6                                                                               | Folge 6         | 6화           |
| 7                                                                               | Folge 7         | 7화           |
| 8                                                                               | Folge 8         | 8화           |
| 9                                                                               | Folge 9         | 9화           |
| 10                                                                              | Folge 10        | 10화          |
| Am 25. Juli 2025 wurden alle Episoden der Miniserie bei Netflix veröffentlicht. |                 |               |